# Julie Hayek
Julie Lynne Hayek (La Cañada Flintridge, 4 ottobre 1960) è una modella e attrice statunitense, eletta nel 1983 Miss USA.
Sua madre è di Taiwan, mentre suo padre è di origini irlandesi.
Di origini ceche e tedesche da parte paterna, Julie Hayek si classifica alla seconda posizione a Miss California 1982, per poi vincere lo stesso concorso l'anno successivo. Nel maggio 1983 viene incoronata Miss USA in rappresentanza della California diventando la quarta detentrice del titolo proveniente da quello stato.
In seguito la Hayek rappresenta gli Stati Uniti a Miss Universo 1983, arrivando sino alle semifinali ed infine classificandosi alla seconda posizione dietro la neozelandese Lorraine Downes. In seguito la Hayek ha intrapreso la carriera di attrice, lavorando in produzioni televisive come Dallas, I segreti di Twin Peaks e As the World Turns. Inoltre, ha condotto nel 1985 il gioco televisivo Break the Bank.